# John Alldis
John Alldis est un chef de chœur britannique né le 10 août 1929 à Londres et mort dans la même ville le 20 décembre 2010. Figure majeure de l'art choral britannique dans la seconde moitié du XXe siècle, il est notamment le fondateur en 1962 du Chœur John Alldis.

## Biographie
John Alldis naît le 10 août 1929 à Londres,.
Il étudie au King's College de Cambridge avec Boris Ord, entre 1949 et 1952, et se spécialise ensuite dans la direction de chœur.
En 1962, il fonde à Londres le John Alldis Choir, un ensemble vocal professionnel de seize chanteurs autant à l'aise dans le grand répertoire lyrique que dans le domaine de la musique contemporaine. Philip Langridge, Ian Partridge et John Shirley-Quirk ont notamment fait partie du chœur, qui crée et enregistre en 1970 l'album de Pink Floyd Atom Heart Mother.
Entre 1966 et 1969, John Alldis dirige également le Chœur symphonique de Londres (en), dont il est le fondateur, puis, de 1969 à 1982, le Chœur philharmonique de Londres (en), avec lequel il obtient le prix de la meilleure manifestation chorale de l'année en 1974,. 
Figure majeure de l'art choral dans la seconde moitié du XXe siècle, Alldis enseigne à la Guildhall School of Music de Londres entre 1966 et 1977, est à la tête du Chœur de la radio danoise entre 1972 et 1977, est directeur musical du Groupe vocal de France entre 1979 et 1983, dirige l'American Choral Symposium à Manhattan (Kansas) entre 1978 et 1987, est chef invité permanent du Chœur de chambre néerlandais (en) entre 1985 et 1998, directeur musical des Cameran Singers en Israël en 1989 et 1990, chef invité du Tokyo Philharmonic Chorus et de la Central Philharmonic Society of China à Pékin de 1989 à 1997,,. 
Il dirige également le Wimbledon Symphony Orchestra entre 1971 et 2004,. 
En 1994, John Alldis est fait chevalier des Arts et des Lettres,. 
À la direction, il est le créateur d'œuvres de Harrison Birtwistle (Narration: A Description of the Passing of a Year, pour chœur a cappella, avec le John Alldis Choir, 1964 ; ...agm..., pour seize voix et trois ensembles instrumentaux, avec le John Alldis Choir et l'Ensemble intercontemporain sous la direction de Pierre Boulez, 1979 ; On the Sheer Threshold of the Night, madrigal pour quatre voix solistes et chœur à douze voix, avec le John Alldis Choir, 1980), Alexander Goehr (A Little Cantata of Proverbs, avec le John Alldis Choir), Hans Werner Henze (Orpheus Behind the Wire, pour chœur mixte a cappella, avec les BBC Singers, 1985) et Emmanuel Nunes (Minnesang, pour douze voix mixtes, avec le Groupe vocal de France, 1981), notamment,. 
John Alldis meurt le 20 décembre 2010 à Londres, d'une pneumonie, à l'âge de quatre-vingt-un ans,,.